# Cremeaux
Crémeaux redirige ici.
Cremeaux (nommée également Crémeaux non officiellement) est une commune française située dans le département de la Loire en région Auvergne-Rhône-Alpes.

## Géographie
Village de la Loire situé à 28 km à l'ouest de Roanne et 42 km à l'est de Vichy.
Son point culminant en est Le Chatelard (907 m).

### Climat
Pour des articles plus généraux, voir Climat d'Auvergne-Rhône-Alpes et Climat de la Loire.
En 2010, le climat de la commune est de type climat des marges montargnardes, selon une étude du Centre national de la recherche scientifique s'appuyant sur une série de données couvrant la période 1971-2000. En 2020, Météo-France publie une typologie des climats de la France métropolitaine dans laquelle la commune est exposée à un climat de montagne ou de marges de montagne et est dans la région climatique Nord-est du Massif Central, caractérisée par une pluviométrie annuelle de 800 à 1 200 mm, bien répartie dans l’année.
Pour la période 1971-2000, la température annuelle moyenne est de 9,8 °C, avec une amplitude thermique annuelle de 15,9 °C. Le cumul annuel moyen de précipitations est de 892 mm, avec 10,3 jours de précipitations en janvier et 7,5 jours en juillet. Pour la période 1991-2020, la température moyenne annuelle observée sur la station météorologique de Météo-France la plus proche, « Saint-Just-en-Chevalet », sur la commune de Saint-Just-en-Chevalet à 6 km à vol d'oiseau, est de 9,8 °C et le cumul annuel moyen de précipitations est de 884,6 mm,. Pour l'avenir, les paramètres climatiques de la commune estimés pour 2050 selon différents scénarios d'émission de gaz à effet de serre sont consultables sur un site dédié publié par Météo-France en novembre 2022.

## Urbanisme

### Typologie
Au 1er janvier 2024, Cremeaux est catégorisée commune rurale à habitat dispersé, selon la nouvelle grille communale de densité à sept niveaux définie par l'Insee en 2022.
Elle est située hors unité urbaine. Par ailleurs la commune fait partie de l'aire d'attraction de Roanne, dont elle est une commune de la couronne,. Cette aire, qui regroupe 88 communes, est catégorisée dans les aires de 50 000 à moins de 200 000 habitants,.

### Occupation des sols
L'occupation des sols de la commune, telle qu'elle ressort de la base de données européenne d’occupation biophysique des sols Corine Land Cover (CLC), est marquée par l'importance des territoires agricoles (74,9 % en 2018), en diminution par rapport à 1990 (76,6 %). La répartition détaillée en 2018 est la suivante : 
prairies (56,9 %), forêts (22,7 %), zones agricoles hétérogènes (15,3 %), terres arables (2,6 %), zones urbanisées (2,3 %). L'évolution de l’occupation des sols de la commune et de ses infrastructures peut être observée sur les différentes représentations cartographiques du territoire : la carte de Cassini (XVIIIe siècle), la carte d'état-major (1820-1866) et les cartes ou photos aériennes de l'IGN pour la période actuelle (1950 à aujourd'hui).

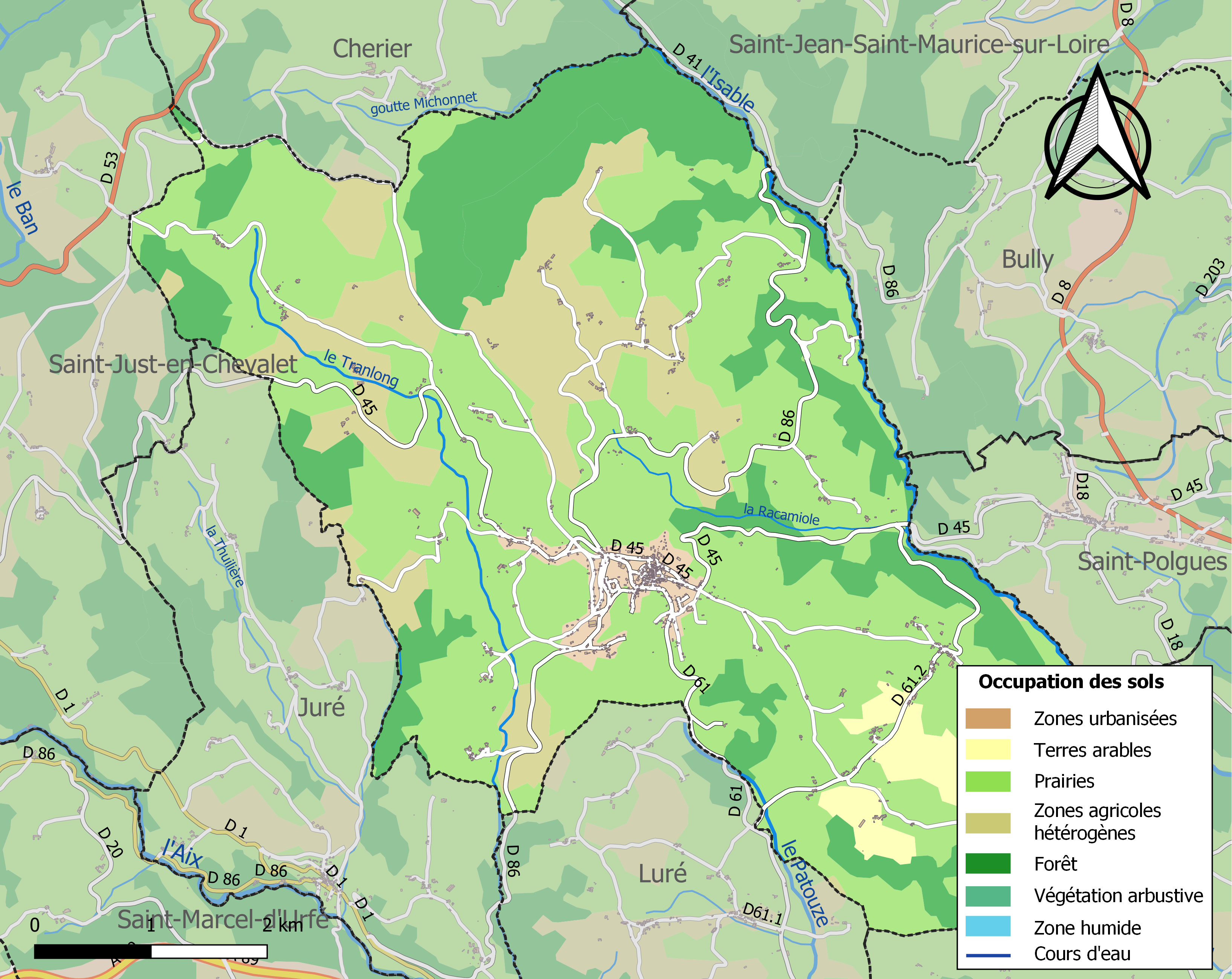
Carte des infrastructures et de l'occupation des sols de la commune en 2018 (CLC).

## Héraldique
| Blason de Cremeaux | Blason  | De gueules à trois croix tréflées et au pied fiché d'or ; au chef d'argent chargé d'une divise ondée d'azur. |
| Blason de Cremeaux | Détails | Le statut officiel du blason reste à déterminer.                                                             |

## Politique et administration
| Période                                  | Période   | Identité          | Étiquette | Qualité |
| ---------------------------------------- | --------- | ----------------- | --------- | ------- |
| Les données manquantes sont à compléter. |           |                   |           |         |
| Mars 1971                                | Juin 1995 | Gilbert Travard   |           |         |
| Juin 1995                                | Mars 2008 | Christophe Extrat |           |         |
| mars 2008                                | 2014      | Ginette Merle     |           |         |
| 2014                                     | 2020      | Robert Epinat     |           |         |
| 2020                                     | En cours  | Didier Poncet     |           |         |

## Démographie
L'évolution du nombre d'habitants est connue à travers les recensements de la population effectués dans la commune depuis 1793. Pour les communes de moins de 10 000 habitants, une enquête de recensement portant sur toute la population est réalisée tous les cinq ans, les populations de référence des années intermédiaires étant quant à elles estimées par interpolation ou extrapolation. Pour la commune, le premier recensement exhaustif entrant dans le cadre du nouveau dispositif a été réalisé en 2008.

En 2022, la commune comptait 913 habitants, en évolution de +0,55 % par rapport à 2016 (Loire : +1,32 %, France hors Mayotte : +2,11 %).
| 1793  | 1800  | 1806  | 1821  | 1831  | 1836  | 1841  | 1846  | 1851  |
| ----- | ----- | ----- | ----- | ----- | ----- | ----- | ----- | ----- |
| 1 400 | 1 213 | 1 485 | 1 372 | 1 350 | 1 535 | 1 556 | 1 599 | 1 628 |

| 1856  | 1861  | 1866  | 1872  | 1876  | 1881  | 1886  | 1891  | 1896  |
| ----- | ----- | ----- | ----- | ----- | ----- | ----- | ----- | ----- |
| 1 577 | 1 566 | 1 569 | 1 629 | 1 701 | 1 661 | 1 656 | 1 601 | 1 625 |

| 1901  | 1906  | 1911  | 1921  | 1926  | 1931  | 1936  | 1946  | 1954  |
| ----- | ----- | ----- | ----- | ----- | ----- | ----- | ----- | ----- |
| 1 611 | 1 610 | 1 555 | 1 408 | 1 312 | 1 275 | 1 240 | 1 253 | 1 162 |

| 1962  | 1968  | 1975 | 1982 | 1990 | 1999 | 2006 | 2008 | 2013 |
| ----- | ----- | ---- | ---- | ---- | ---- | ---- | ---- | ---- |
| 1 131 | 1 088 | 987  | 970  | 937  | 904  | 932  | 945  | 906  |

| 2018 | 2022 | - | - | - | - | - | - | - |
| ---- | ---- | - | - | - | - | - | - | - |
| 901  | 913  | - | - | - | - | - | - | - |

## Lieux et monuments
La commune dispose d'une église dès le XIe siècle. Prieuré dépendant de l'abbaye de la Chaise-Dieu au XIIIe siècle.
À proximité du château, en dehors de l'enceinte s'installe un prieuré qui en 1225 dépendait de l'abbaye de la Chaise-Dieu. L'église prieurale Notre-Dame est devenue paroissiale au XVIIe siècle en remplacement de l'église Saint-Martin ruinée.
- Église Saint-Martin de Cremeaux. Le clocher-porche a été inscrit au titre des monuments historiques en 1980[18].

Le château est mentionné en 1228, à ce jour il en subsiste au sommet du bourg le donjon et un corps de logis conservant une tourelle du XVe siècle. Dans l'enceinte du château se trouvait l'église paroissiale Saint-Martin qui fut ruinée au XVIe siècle durant les guerres de Religion. 
L'église de Crémeaux a été reconstruite et baptisée en 1900. Un retable représentant la cène est à voir ainsi que le clocher porche qui date de la précédente église.

## Héraldique
De gueules à trois croisettes recroisetées au pied fiché d'or, au chef d'argent chargé d'une fasce ondée d'azur.
Armes d'origine de la famille Vérin.

## Personnalités liées à la commune
- Éric Pras (1972-), chef cuisinier, est originaire de la commune[réf. nécessaire].